# Boško Gjurovski
Boško Gjurovski (28 de desembre de 1961) és un futbolista macedoni. Va disputar 11 partits amb la Selecció de Iugoslàvia, selecció de Macedònia del Nord.

## Estadístiques
| Selecció de Iugoslàvia         | Selecció de Iugoslàvia | Selecció de Iugoslàvia |
| Anys                           | Partits                | Gols                   |
| ------------------------------ | ---------------------- | ---------------------- |
| 1982                           | 1                      | 0                      |
| 1983                           | 0                      | 0                      |
| 1984                           | 1                      | 0                      |
| 1985                           | 0                      | 0                      |
| 1986                           | 0                      | 0                      |
| 1987                           | 0                      | 0                      |
| 1988                           | 0                      | 0                      |
| 1989                           | 2                      | 0                      |
| Total                          | 4                      | 0                      |
| Selecció de Macedònia del Nord |                        |                        |
| 1994                           | 5                      | 3                      |
| 1995                           | 2                      | 0                      |
| Total                          | 7                      | 3                      |